# Crusader: No Remorse
Crusader: No Remorse ist ein erstmals 1995 erschienener Third-Person-Shooter des US-amerikanischen Entwicklerstudios Origin Systems. Er wurde im Vertrieb von Electronic Arts für MS-DOS, PlayStation und Sega Saturn veröffentlicht.

## Handlung
Ende des 22. Jahrhunderts liegt die Weltwirtschaft am Boden, die meisten Nationen sind aufgelöst und in großen Multikonzernen organisiert, von denen der größte das World Economic Consortium (WEC) darstellt. Während das WEC unter der Leitung des Vorsitzenden Draygan versucht, nach außen den Schein eines gerechten, progressiven Unternehmens zu erwecken, beutet es in Wahrheit die Bürger aus, unterdrückt Andersdenkende und setzt Militär und Söldner ein, um Ordnung zu wahren. Der organisierte Widerstand, angeführt vom ehemaligen WEC-Oberst Quentin Maxis, bekämpft das WEC. Der Spieler schlüpft in die Rolle eines namenlosen Elitesoldaten (sog. Silencer), der zu Beginn des Spiels mit zwei Kameraden den Befehl verweigert, das Feuer auf Zivilisten zu eröffnen. Während seine Begleiter in einem Hinterhalt durch einen WEC-Mech getötet werden, schließt sich der Spieler dem Widerstand an. Im Verlauf der Handlung führt der im Spiel lediglich Silencer genannte Spieler Aufträge für den Widerstand aus, unter anderem Rettungs-, Aufklärungs- und Sabotagemissionen. Als Pläne des WEC bekannt werden, die Weltraumstation Vigilance in Betrieb zu nehmen, um von dort aus Stützpunkte des Widerstands angreifen und Städte zur Kapitulation zwingen zu können, erhält der Silencer den Auftrag, die Raumstation zu infiltrieren und zu zerstören. In der Zwischenzeit wurde die Basis des Widerstands selbst von einem Verräter infiltriert, und ein Großteil der Besatzung getötet. Dem Silencer gelingt es, auf die Raumstation zu gelangen, den Verräter zu töten, den Selbstzerstörungsmechanismus auszulösen und die Station mit einer Rettungskapsel zu verlassen. Das Spiel endet mit einem Racheschwur des WEC-Vorsitzenden Draygan.

## Spielprinzip
Crusader: No Remorse setzt auf die zum Zeitpunkt der Veröffentlichung gängige Steuerung mittels Tastatur oder Gamepad, eine direkte Steuerung mittels Maus ist nicht möglich. Der Spieler kann den Silencer nicht nur rennen und springen lassen, sondern mit der Spielfigur auch Hechtsprünge und Rollbewegungen ausführen, um gegnerischem Feuer auszuweichen, und sich ducken, um Deckung zu suchen.
Das Spiel gliedert sich in Missionen, die in der Regel mit einer Vorbesprechung in der Basis des Widerstands starten. Dort hat der Spieler auch die Möglichkeit, Waffen, Munition und andere Ausrüstungsgegenstände wie Schilde oder ferngesteuerte Minen zu erwerben. Die dafür notwendigen Credits werden im Spielverlauf aus dem Loot von getöteten Gegnern und Zivilisten gesammelt.
In der unzensierten Version kann der Spieler die verschiedenen Waffen und die Umgebung einsetzen, um sich einen taktischen Vorteil in Kämpfen zu verschaffen. Gezielter Beschuss von Gastanks setzt beispielsweise Gegner in Brand, während der Einsatz des Plasmagewehrs selbst starke Gegner in einen Haufen Biomasse verwandelt. In der deutschen Fassung sind diese Möglichkeiten aufgrund der freiwilligen Zensur nur beschränkt möglich, und die audiovisuelle Umsetzung stark abgewandelt.

## Technik
Zum Einsatz kommt eine modifizierte Version der Grafik-Engine von Origins Rollenspiel Ultima VIII: Pagan, welche das Spielgeschehen aus einer isometrischen Perspektive in SVGA darstellt, und für die damalige Zeit fortschrittliche Licht- und Grafikeffekte ermöglicht. Die Perspektive im Spiel ist dabei fest vorgegeben.
Das Spiel nutzt Full Motion Videos, um in Zwischensequenzen wie Dialogen und Missionsintros die Story voranzutreiben.
Mittels der eigens entwickelten Soundengine Asylum Sound System konnten MOD-Dateien statt der zum Zeitpunkt der Entwicklung üblichen MIDI-Dateien verwendet werden. Crusader: No Remorse macht davon exzessiv Verwendung und besaß für jede Mission einen eigenen Soundtrack, der von Dan Gardopée und Andrew Sega von Straylight Productions komponiert wurde.

## Rezeption

### Rezensionen und Auszeichnungen
Crusader: No Remorse erhielt bei Erscheinen überwiegend gute Kritiken. Die Spielezeitschrift Power Play gab dem Spiel eine Gesamtwertung von 87 % sowie das Prädikat „Einfach brillant“. Gelobt wurde die grafische Umsetzung, die Handlung sowie das actiongeladene Gameplay.

„Crusader verdient zweifellos den Titel eines der spielstärksten Action-Ereignisse jüngeren Datums. Die Fülle entzückender Details nimmt auch gegen Ende nicht ab, Handlungsdichte und Atmosphäre sorgen für tagelange Fünf-Sterne-Unterhaltung.“

Das US-amerikanische Spielemagazin Computer Gaming World zeichnete Crusader: No Remorse im Juni 1996 mit dem „Action Game of the Year Award“ aus. Im November des gleichen Jahres nahm es das Spiel in die Top 100 der besten Spiele auf, in denen es Platz 38 belegte.

### Altersfreigabe und Indizierung
Wurde Crusader: No Remorse in den USA mit der ESRB-Wertung „T“ (gleichbedeutend mit „ab 13 Jahren“) veröffentlicht, war in Deutschland aufgrund expliziter Gewaltdarstellung bereits im Vorfeld eine Indizierung absehbar. Infolgedessen wurde das Spiel bereits im Vorfeld seitens des Herstellers entschärft: Blut, Todesanimationen und -geräusche wurden restlos entfernt. Trotz allem erhielt das Spiel von der deutschen Unterhaltungssoftware Selbstkontrolle eine Freigabe ab 18 Jahren. Am 17. März 1997 erfolgte die Indizierung durch die Bundesprüfstelle für jugendgefährdende Medien. In der Begründung wurde Crusader: No Remorse als „brutales Tötungs- und Metzelspiel, bei dem sich der Spieler (...) unter Zuhilfenahme verschiedenartigster Waffen und ohne Rücksicht auf den Gegner durchkämpfen müsse, um die nächste Spielstufe zu erreichen“ bezeichnet.
Im November 2014 wurde Crusader: No Remorse auf Antrag von Electronic Arts von der Liste gestrichen.

## Fortsetzung, Film und Neuveröffentlichung
1996 erschien die Fortsetzung Crusader: No Regret. Ein dritter und vierter Teil waren geplant, wurden aber nicht realisiert. 2001 gab Rechteinhaber Electronic Arts grünes Licht für eine Verfilmung von Crusader: No Remorse, die jedoch nicht umgesetzt wurde. 2006 scheiterte das Vorhaben, Crusader: No Remorse auf die PlayStation Portable zu portieren, an der fehlenden Unterstützung von Electronic Arts.
Im Juni 2011 wurde Crusader: No Remorse auf GOG.com neu veröffentlicht. Die Version ist kompatibel mit Microsoft Windows XP, Windows Vista, Windows 7, Windows 8, Windows 10 und macOS.